# Tetricus I
Tetrykus I, Gaius Pius Esuvius Tetricus – rzymski uzurpator w zachodniej części cesarstwa, rządzący jako tzw. cesarz galijski. 
Następca Wiktoryna, panował w latach 270–273 wspólnie z synem Tetrykusem II. Nie chciał panować i gdy cesarz Aurelian wyruszył przeciw niemu na wyprawę, najpierw nie stawiał oporu, a podczas bitwy pod Catalaunum wręcz przeszedł na stronę przeciwnika. Tym samym cesarstwo galijskie przestało istnieć.